# Euryphura euthalioides
Euryphura euthalioides är en fjärilsart som beskrevs av Schultze 1921. Euryphura euthalioides ingår i släktet Euryphura och familjen praktfjärilar. Inga underarter finns listade i Catalogue of Life.